# Campionat del Món d'hoquei sobre patins masculí de 2003
El trenta sisè Campionat del Món «A» d'hoquei patins masculí es disputà a Oliveira de Azeméis (Portugal) entre el 27 de setembre i el 4 d'octubre de 2003.
Els equips classificats en les tres darreres places van passar a disputar el Campionat del Món "B" 2004, a Macau.

## Participants
| Grup A | Grup A     |
| ------ | ---------- |
|        | Anglaterra |
|        | Espanya    |
|        | Moçambic   |
|        | Suïssa     |

| Grup B | Grup B    |
| ------ | --------- |
|        | Angola    |
|        | Argentina |
|        | Xile      |
|        | Colòmbia  |

| Grup C | Grup C       |
| ------ | ------------ |
|        | Andorra      |
|        | Brasil       |
|        | Estats Units |
|        | Itàlia       |

| Grup D | Grup D        |
| ------ | ------------- |
|        | Alemanya      |
|        | França        |
|        | Països Baixos |
|        | Portugal      |

## Fase Regular
Els horaris corresponen a l'hora de Portugal (zona horària: UTC+1), als Països Catalans és 1 hora més.

### Llegenda
En les taules següents:
| Pts = Punts totals PJ = Partits jugats PG = Partits guanyats PE = Partits empatats PP = Partits perduts GF = Gols a favor |  | GC = Gols en contra DG = Diferència de gols (GF-GC) Ressaltat en verd = Equip classificat per a la segona fase. Ressaltat en vermell = Equip eliminat per a la segona fase. (p) = Gol de penalti (fd) = Gol de falta directa |  |  |

### Grup A
| Equip      | Pts | PJ | PG | PE | PP | GF | GC | DG  |
| ---------- | --- | -- | -- | -- | -- | -- | -- | --- |
| Espanya    | 9   | 3  | 3  | 0  | 0  | 14 | 3  | +11 |
| Suïssa     | 6   | 3  | 2  | 0  | 1  | 8  | 5  | +3  |
| Moçambic   | 3   | 3  | 1  | 0  | 2  | 6  | 6  | 0   |
| Anglaterra | 0   | 3  | 0  | 0  | 3  | 2  | 16 | -14 |

| 28 de setembre de 2003 11:30 |     |        |  |
| Moçambic                     | 1-2 | Suïssa |  |
|                              |     |        |  |

| 28 de setembre de 2003 20:30 |     |         |  |
| Anglaterra                   | 0-8 | Espanya |  |
|                              |     |         |  |

| 29 de setembre de 2003 11:30 |     |            |  |
| Suïssa                       | 5-1 | Anglaterra |  |
|                              |     |            |  |

| 29 de setembre de 2003 20:30 |     |          |  |
| Espanya                      | 3-2 | Moçambic |  |
|                              |     |          |  |

| 30 de setembre de 2003 10:00 |     |            |  |
| Moçambic                     | 3-1 | Anglaterra |  |
|                              |     |            |  |

| 30 de setembre de 2003 20:30 |     |         |  |
| Suïssa                       | 1-3 | Espanya |  |
|                              |     |         |  |

### Grup B
| Equip     | Pts | PJ | PG | PE | PP | GF | GC | DG  |
| --------- | --- | -- | -- | -- | -- | -- | -- | --- |
| Argentina | 9   | 3  | 3  | 0  | 0  | 39 | 3  | +36 |
| Angola    | 6   | 3  | 2  | 0  | 1  | 6  | 9  | -3  |
| Xile      | 3   | 3  | 1  | 0  | 2  | 6  | 21 | -15 |
| Colòmbia  | 0   | 3  | 0  | 0  | 3  | 3  | 21 | -18 |

| 28 de setembre de 2003 10:00 |      |           |  |
| Colòmbia                     | 0-14 | Argentina |  |
|                              |      |           |  |

| 28 de setembre de 2003 17:30 |     |      |  |
| Angola                       | 2-0 | Xile |  |
|                              |     |      |  |

| 29 de setembre de 2003 08:30 |     |          |  |
| Xile                         | 5-3 | Colòmbia |  |
|                              |     |          |  |

| 29 de setembre de 2003 16:00 |     |        |  |
| Argentina                    | 9-2 | Angola |  |
|                              |     |        |  |

| 30 de setembre de 2003 08:30 |     |        |  |
| Colòmbia                     | 0-2 | Angola |  |
|                              |     |        |  |

| 30 de setembre de 2003 16:00 |      |      |  |
| Argentina                    | 16-1 | Xile |  |
|                              |      |      |  |

### Grup C
| Equip        | Pts | PJ | PG | PE | PP | GF | GC | DG  |
| ------------ | --- | -- | -- | -- | -- | -- | -- | --- |
| Itàlia       | 9   | 3  | 3  | 0  | 0  | 21 | 5  | +16 |
| Brasil       | 6   | 3  | 2  | 0  | 1  | 15 | 11 | +4  |
| Estats Units | 3   | 3  | 1  | 0  | 2  | 8  | 18 | -10 |
| Andorra      | 0   | 3  | 0  | 0  | 3  | 5  | 15 | -10 |

| 28 de setembre de 2003 8:30 |     |         |  |
| Estats Units                | 5-1 | Andorra |  |
|                             |     |         |  |

| 28 de setembre de 2003 16:00 |     |        |  |
| Itàlia                       | 6-3 | Brasil |  |
|                              |     |        |  |

| 29 de setembre de 2003 10:00 |     |              |  |
| Brasil                       | 7-2 | Estats Units |  |
|                              |     |              |  |

| 29 de setembre de 2003 17:30 |     |        |  |
| Andorra                      | 1-5 | Itàlia |  |
|                              |     |        |  |

| 30 de setembre de 2003 14:30 |     |        |  |
| Andorra                      | 3-5 | Brasil |  |
|                              |     |        |  |

| 30 de setembre de 2003 17:30 |      |        |  |
| Estats Units                 | 1-10 | Itàlia |  |
|                              |      |        |  |

### Grup D
| Equip         | Pts | PJ | PG | PE | PP | GF | GC | DG  |
| ------------- | --- | -- | -- | -- | -- | -- | -- | --- |
| Portugal      | 9   | 3  | 3  | 0  | 0  | 24 | 4  | +20 |
| França        | 6   | 3  | 2  | 0  | 1  | 13 | 6  | +7  |
| Alemanya      | 3   | 3  | 1  | 0  | 2  | 5  | 12 | -7  |
| Països Baixos | 0   | 3  | 0  | 0  | 3  | 1  | 21 | -20 |

| 27 de setembre de 2003 21:30 |     |          |  |
| França                       | 3-4 | Portugal |  |
|                              |     |          |  |

| 28 de setembre de 2003 14:30 |     |          |  |
| Països Baixos                | 0-3 | Alemanya |  |
|                              |     |          |  |

| 29 de setembre de 2003 14:30 |     |        |  |
| Alemanya                     | 1-4 | França |  |
|                              |     |        |  |

| 29 de setembre de 2003 22:15 |      |               |  |
| Portugal                     | 12-0 | Països Baixos |  |
|                              |      |               |  |

| 30 de setembre de 2003 11:30 |     |               |  |
| França                       | 6-1 | Països Baixos |  |
|                              |     |               |  |

| 30 de setembre de 2003 22:15 |     |          |  |
| Portugal                     | 8-1 | Alemanya |  |
|                              |     |          |  |

## Fase Final
|  | Quarts de final                   | Quarts de final                   |                                   |           | Semifinals  | Semifinals  |  |  | Final                             | Final |
|  |                                   |                                   |                                   |           |             |             |  |  |                                   |       |
|  | 2 d'octubre - Oliveira de Azeméis |                                   |                                   |           |             |             |  |  |                                   |       |
|  |                                   |                                   |                                   |           |             |             |  |  |                                   |       |
|  | Espanya                           | 9                                 |                                   |           |             |             |  |  |                                   |       |
|  | Espanya                           | 9                                 | 3 d'octubre - Oliveira de Azeméis |           |             |             |  |  |                                   |       |
|  | Angola                            | 1                                 |                                   |           |             |             |  |  |                                   |       |
|  | Angola                            | 1                                 | Espanya                           | 3         |             |             |  |  |                                   |       |
|  | 2 d'octubre - Oliveira de Azeméis |                                   | Espanya                           | 3         |             |             |  |  |                                   |       |
|  |                                   | Itàlia                            | 4                                 |           |             |             |  |  |                                   |       |
|  | Itàlia                            | Itàlia                            | 4                                 | 4         |             |             |  |  |                                   |       |
|  | Itàlia                            |                                   | 4 d'octubre - Oliveira de Azeméis | 4         |             |             |  |  |                                   |       |
|  | França                            | 1                                 |                                   |           |             |             |  |  |                                   |       |
|  | França                            | 1                                 | Itàlia                            | 0         |             |             |  |  |                                   |       |
|  | 2 d'octubre - Oliveira de Azeméis |                                   | Itàlia                            | 0         |             |             |  |  |                                   |       |
|  |                                   | Portugal                          | 1                                 |           |             |             |  |  |                                   |       |
|  | Suïssa                            | Portugal                          | 1                                 | 1         |             |             |  |  |                                   |       |
|  | Suïssa                            | 3 d'octubre - Oliveira de Azeméis |                                   | 1         |             |             |  |  |                                   |       |
|  | Argentina                         | 7                                 |                                   |           |             |             |  |  |                                   |       |
|  | Argentina                         | 7                                 | Argentina                         | 1         | Tercer lloc | Tercer lloc |  |  |                                   |       |
|  | 2 d'octubre - Oliveira de Azeméis |                                   | Argentina                         | 1         | Tercer lloc | Tercer lloc |  |  |                                   |       |
|  |                                   | Portugal                          | 2                                 |           |             |             |  |  |                                   |       |
|  | Portugal                          | Portugal                          | 2                                 | 4         | Espanya     | 3           |  |  |                                   |       |
|  | Portugal                          |                                   |                                   | 4         | Espanya     | 3           |  |  |                                   |       |
|  | Brasil                            | 1                                 |                                   | Argentina | 1           |             |  |  |                                   |       |
|  | Brasil                            | 1                                 |                                   |           | 1           |             |  |  |                                   |       |
|  |                                   |                                   |                                   |           |             |             |  |  | 4 d'octubre - Oliveira de Azeméis |       |
|  |                                   |                                   |                                   |           |             |             |  |  |                                   |       |

### Del novè al setzè lloc
| 2 d'octubre de 2003 8:30 |     |          |                     |
| Moçambic                 | 7-2 | Colòmbia | Oliveira de Azeméis |
|                          |     |          | Oliveira de Azeméis |

| 2 d'octubre de 2003 10:00 |     |            |                     |
| Xile                      | 7-0 | Anglaterra | Oliveira de Azeméis |
|                           |     |            | Oliveira de Azeméis |

| 2 d'octubre de 2003 11:30 |     |               |                     |
| Estats Units              | 2-3 | Països Baixos | Oliveira de Azeméis |
|                           |     |               | Oliveira de Azeméis |

| 2 d'octubre de 2003 14:30 |     |         |                     |
| Alemanya                  | 4-2 | Andorra | Oliveira de Azeméis |
|                           |     |         | Oliveira de Azeméis |

### Quarts de final
| 2 d'octubre de 2003 16:00 |     |        |                     |
| Espanya                   | 9-1 | Angola | Oliveira de Azeméis |
|                           |     |        | Oliveira de Azeméis |

| 2 d'octubre de 2003 17:30 |     |           |                     |
| Suïssa                    | 1-7 | Argentina | Oliveira de Azeméis |
|                           |     |           | Oliveira de Azeméis |

| 2 d'octubre de 2003 20:30 |     |        |                     |
| Itàlia                    | 4-1 | França | Oliveira de Azeméis |
|                           |     |        | Oliveira de Azeméis |

| 2 d'octubre de 2003 22:15 |     |        |                     |
| Portugal                  | 4-1 | Brasil | Oliveira de Azeméis |
|                           |     |        | Oliveira de Azeméis |

### Del tretzè al setzè lloc
| 3 d'octubre de 2003 8:30 |     |              |                     |
| Colòmbia                 | 0-5 | Estats Units | Oliveira de Azeméis |
|                          |     |              | Oliveira de Azeméis |

| 3 d'octubre de 2003 10:00 |                  |         |                     |
| Anglaterra                | 2-2 penals (1-2) | Andorra | Oliveira de Azeméis |
|                           |                  |         | Oliveira de Azeméis |

### Del novè al dotzè lloc
| 3 d'octubre de 2003 11:30 |      |               |                     |
| Moçambic                  | 11-0 | Països Baixos | Oliveira de Azeméis |
|                           |      |               | Oliveira de Azeméis |

| 3 d'octubre de 2003 14:30 |                  |          |                     |
| Xile                      | 3-3 penals (3-2) | Alemanya | Oliveira de Azeméis |
|                           |                  |          | Oliveira de Azeméis |

### Del cinquè al vuitè lloc
| 3 d'octubre de 2003 16:00 |     |        |                     |
| Angola                    | 1-5 | França | Oliveira de Azeméis |
|                           |     |        | Oliveira de Azeméis |

| 3 d'octubre de 2003 17:30 |     |        |                     |
| Suïssa                    | 3-5 | Brasil | Oliveira de Azeméis |
|                           |     |        | Oliveira de Azeméis |

### Semifinals
| 3 d'octubre de 2003 20:30 |     |        |                     |
| Espanya                   | 3-4 | Itàlia | Oliveira de Azeméis |
|                           |     |        | Oliveira de Azeméis |

| 3 d'octubre de 2003 22:15 |     |          |                     |
| Argentina                 | 1-2 | Portugal | Oliveira de Azeméis |
|                           |     |          | Oliveira de Azeméis |

### Quinzè i setzè lloc
| 4 d'octubre de 2003 8:30 |     |            |                     |
| Colòmbia                 | 6-4 | Anglaterra | Oliveira de Azeméis |
|                          |     |            | Oliveira de Azeméis |

### Tretzè i catorzè lloc
| 4 d'octubre de 2003 10:00 |     |         |                     |
| Estats Units              | 5-2 | Andorra | Oliveira de Azeméis |
|                           |     |         | Oliveira de Azeméis |

### Onzè i dotzè lloc
| 4 d'octubre de 2003 11:30 |     |          |                     |
| Països Baixos             | 4-2 | Alemanya | Oliveira de Azeméis |
|                           |     |          | Oliveira de Azeméis |

### Novè i desè lloc
| 4 d'octubre de 2003 14:30 |     |      |                     |
| Moçambic                  | 2-4 | Xile | Oliveira de Azeméis |
|                           |     |      | Oliveira de Azeméis |

### Setè i vuitè lloc
| 4 d'octubre de 2003 16:00 |     |        |                     |
| Angola                    | 3-5 | Suïssa | Oliveira de Azeméis |
|                           |     |        | Oliveira de Azeméis |

### Cinquè i sisè lloc
| 4 d'octubre de 2003 17:30 |     |        |                     |
| França                    | 1-5 | Brasil | Oliveira de Azeméis |
|                           |     |        | Oliveira de Azeméis |

### Tercer i quart lloc
| 4 d'octubre de 2003 20:30 |     |           |                     |
| Espanya                   | 3-1 | Argentina | Oliveira de Azeméis |
|                           |     |           | Oliveira de Azeméis |

### Final
| 4 d'octubre de 2003 21:30 |     |          |                     |
| Itàlia                    | 0-1 | Portugal | Oliveira de Azeméis |
|                           |     |          | Oliveira de Azeméis |

| Portugal        |
| Campió PORTUGAL |

## Classificació final
| Equip | Equip         | Pts | PJ | PG | PE | PP | GF | GC | DG  | Rend  |
| ----- | ------------- | --- | -- | -- | -- | -- | -- | -- | --- | ----- |
| 1r    | Portugal      | 18  | 6  | 6  | 0  | 0  | 31 | 6  | +25 | 100%  |
| 2n    | Itàlia        | 15  | 6  | 5  | 0  | 1  | 29 | 10 | +19 | 83,3% |
| 3r    | Espanya       | 15  | 6  | 5  | 0  | 1  | 29 | 9  | +20 | 83,3% |
| 4t    | Argentina     | 12  | 6  | 4  | 0  | 2  | 48 | 9  | +39 | 66,6% |
| 5è    | Brasil        | 12  | 6  | 4  | 0  | 2  | 26 | 19 | +7  | 66,6% |
| 6è    | França        | 9   | 6  | 3  | 0  | 3  | 20 | 16 | +4  | 50%   |
| 7è    | Suïssa        | 9   | 6  | 3  | 0  | 3  | 17 | 20 | -3  | 50%   |
| 8è    | Angola        | 6   | 6  | 2  | 0  | 4  | 11 | 28 | -17 | 33,3% |
| 9è    | Xile          | 10  | 6  | 3  | 1  | 2  | 20 | 26 | -6  | 55,5% |
| 10è   | Moçambic      | 9   | 6  | 3  | 0  | 3  | 15 | 12 | +3  | 50%   |
| 11è   | Països Baixos | 6   | 6  | 2  | 0  | 4  | 8  | 36 | -28 | 33,3% |
| 12è   | Alemanya      | 7   | 6  | 2  | 1  | 3  | 14 | 21 | -7  | 38,8% |
| 13è   | Estats Units  | 9   | 6  | 3  | 0  | 3  | 20 | 23 | -3  | 50%   |
| 14è   | Andorra       | 1   | 6  | 0  | 1  | 5  | 11 | 26 | -15 | 5,5%  |
| 15è   | Colòmbia      | 3   | 6  | 1  | 0  | 5  | 11 | 36 | -25 | 16,6% |
| 16è   | Anglaterra    | 0   | 6  | 0  | 1  | 5  | 8  | 31 | -23 | 5,5%  |

## Màxims golejadors
| Jugador               | Selecció     | Gols |
| --------------------- | ------------ | ---- |
| David Páez            | Argentina    | 13   |
| Paulo Pereira         | Moçambic     | 12   |
| Martín Payero         | Argentina    | 11   |
| Osvaldo Raed          | Argentina    | 9    |
| Cláudio Selva "Cacau" | Brasil       | 8    |
| Jorge Salgado         | Xile         | 8    |
| Alessandro Michielon  | Itàlia       | 8    |
| Sergi Panadero        | Espanya      | 8    |
| Alan Karan            | Brasil       | 7    |
| Bruno Adrião          | Moçambic     | 7    |
| Luis Viana            | Portugal     | 7    |
| Josh England          | Estats Units | 7    |